# Пахомий (Кедров)
Архиепископ Пахо́мий (в миру Пётр Петро́вич Ке́дров; 30 июля 1876, Яранск, Вятская губерния — 11 декабря 1937, Котельнич, Кировская область) — епископ Русской православной церкви, архиепископ Черниговский.

## Биография
Родился в семье священника Петра. Мать — Елизавета. Братья — Поликарп (в монашестве Аверкий; 1879—1937), Михаил (в монашестве Михаил — епископ Вроцлавский; 1883-1951), Иван, Александр, Николай. Сёстры — Зинаида, Вера.
Окончил Яранское духовное училище, Вятскую духовную семинарию (1896), Казанскую духовную академию со степенью кандидата богословия (1900; тема кандидатской работы: «Библейские основания христианского аскетизма»). В академии учился вместе с будущим архиепископом Феодором (Поздеевским).
С 1896 года пономарь в Михаило-Архангельском храме Казанской духовной академии.
6 декабря 1898 был пострижен в монашество, с декабря 1898 — иеродиакон, с 22 ноября 1899 — иеромонах. С молодости отличался монашеским настроением, часто молился по ночам. С одной из таких молитв связана история, которая в сохранившихся воспоминаниях описана в двух вариантах. Согласно первому, «мистическому», содержащемуся в его биографии из книги митрополита Мануила (Лемешевского), во время молитвы

неожиданно он услышал какой-то голос, восхваляющий его в совершенстве духовном и повелевающий подойти к горящей свече и опалить себе глаз. Не уразумев козни искусителя, он подошёл к свече и подставил левый глаз. Пламя свечи настолько сильно опалило его, что он потерял зрение на этот глаз. Так он остался с одним глазом. Горький опыт прелести научил его осторожности в делах Божиих.

Существует и другой, «рационалистический», вариант этой истории. По данным архимандрита Спиридона (Лукича), таинственный голос принадлежал семинаристу, вызвавшемуся подшутить над товарищем-подвижником и спрятавшемуся за большим распятием в углу, перед которым тот всегда молился. Согласно этой версии, будущий архиепископ не потерял глаз, а отделался лишь шрамом.
С 1900 — помощник смотрителя Липецкого духовного училища.
С 1903 — смотритель Кременецкого духовного училища.
С 1904 — заведующий Волынской Свято-Федоровской церковной учительской школы при Дерманском Свято-Троицком монастыре.
С 1905 — архимандрит.
С 1906 — настоятель Дерманского Свято-Троицкого монастыря. Одновременно продолжал заведовать церковной учительской школой.

### Архиерей
С 30 августа 1911 года — епископ Новгород-Северский, викарий Черниговской епархии, заведующий черниговским Успенским Елецким монастырём.
Награждён орденом Святого Владимира III степени (1914).
С 17 сентября 1916 года — епископ Стародубский, первый викарий Черниговской епархии. Ближайший сотрудник архиепископа Василия (Богоявленского).
С мая 1917 года — епископ Черниговский и Нежинский, избран епархиальным съездом духовенства и мирян после смещения с должности монархически настроенного архиепископа Василия.
Член Поместного собора Православной российской церкви 1917—1918, участвовал в 1—2-й сессиях, заместитель председателя VII, член I, II, XIX отделов. В 1918 году товарищ председателя и член президиума Всеукраинского православного церковного собора.
В 1921 году на несколько дней был арестован в качестве заложника. В октябре 1922 года вновь арестован и выслан на три года за пределы Черниговской губернии.
Некоторое время жил в Предмостной слободке, находящейся на левом берегу Днепра, напротив Киева (ныне в черте Киева), на самой границе между Киевской и Черниговской епархиями. В этом месте архиепископу Пахомию было удобно поддерживать связь с митрополитом Михаилом (Ермаковым) и киевскими викарными епископами, а также управлять своей епархией. Но власти узнали о местонахождении владыки Пахомия и, вероятно, вынудили его уехать отсюда.
Некоторое время жил в Москве у своего сокурсника архиепископа Феодора (Поздеевского), бывшего настоятелем Свято-Данилова монастыря. С 29 ноября 1923 года — архиепископ.
По воспоминаниям современников, обладал феноменальной памятью. Декламировал на память всю поэму Александра Блока «Двенадцать» (что свидетельствует также и о его интересе к мирской поэзии). Согласно другим воспоминаниям, «с чистой христианской душой — бессребреник, который отдаст последнюю рубашку. Редкий тип христианина, который не ждёт просьбы, а сам предлагает то, что у него есть».
30 ноября 1925 года арестован в Москве вместе с другими сторонниками патриаршего местоблюстителя митрополита Петра (Полянского). В 1926 году выслан на три года в автономную область Коми (Зырян), служил и проповедовал в храме Рождества Христова села Деревянск.
В 1928 году вернулся в Чернигов, где воссоздал епархиальное управление и был пострижен в схиму. Критиковал деятельность заместителя патриаршего местоблюстителя митрополита Сергия (Страгородского).
16 октября 1930 года был арестован и «как враг революции и советской власти» приговорён к шести годам лишения свободы. Срок отбывал в Соловецком лагере особого назначения, в 1931 году работал на строительстве Беломорканала в лагере «Май-Губа», в 1932-м содержался в инвалидном лагере в Куземе.
В 1936 году вернулся в Яранск, где жил в доме брата, священника Николая Кедрова. Был тяжело болен; травма, полученная во время учёбы, способствовала развитию паралича лица. После кончины брата был помещён в Котельничскую психиатрическую лечебницу, где и скончался 11 ноября 1937 года.
Могила владыки Пахомия в городе Котельниче почиталась верующими, с неё брали землю для исцеления.
В 1981 году прославлен в лике новомучеников Русской православной церковью заграницей.
Мощи ныне покоятся в Никольском соборе Котельнича.